# Challenger de Salinas II 2021
El torneo Salinas Challenger II 2021 fue un torneo profesional de tenis. Perteneció al ATP Challenger Series 2021. Se disputó en su 21.ª edición sobre superficie dura, en Salinas, Ecuador entre el 26 de abril al el 2 de mayo de 2021.

## Jugadores participantes del cuadro de individuales
| Favorito | País                               | Jugador                  | Rank1 | Posición en el torneo |
| -------- | ---------------------------------- | ------------------------ | ----- | --------------------- |
| 1        | Bandera de Ecuador                 | Emilio Gómez             | 184   | CAMPEÓN               |
| 2        | Bandera de Brasil                  | João Menezes             | 201   | Primera ronda         |
| 3        | Bandera de la República Dominicana | Roberto Cid Subervi      | 230   | Primera ronda         |
| 4        | Bandera de Turquía                 | Altuğ Çelikbilek         | 250   | Primera ronda         |
| 5        | Bandera de Japón                   | Hiroki Moriya            | 265   | Cuartos de final      |
| 6        | Bandera de Ecuador                 | Roberto Quiroz           | 274   | Primera ronda         |
| 7        | Bandera de España                  | Adrián Menéndez Maceiras | 295   | Segunda ronda         |
| 8        | Bandera de España                  | Roberto Ortega Olmedo    | 299   | Primera ronda         |

- 1 Se ha tomado en cuenta el ranking del 19 de abril de 2021.

### Otros participantes
Los siguientes jugadores recibieron una invitación (wild card), por lo tanto ingresan directamente al cuadro principal (WC):
- Diego Hidalgo
- Antonio Cayetano March
- Roberto Quiroz

Los siguientes jugadores ingresan al cuadro principal tras disputar el cuadro clasificatorio (Q):
- Hernán Casanova
- Facundo Díaz Acosta
- Gonzalo Villanueva
- Tak Khunn Wang

## Campeones

### Individual Masculino
- Emilio Gómez derrotó en la final a  Nicolás Jarry, 4–6, 7–6(6), 6–4

### Dobles Masculino
- Nicolás Barrientos /  Sergio Galdós derrotaron en la final a  Antonio Cayetano March /  Thiago Agustín Tirante, Walkover